# Monte Spigolino
Il Monte Spigolino, con i suoi 1827 metri s.l.m., è una delle più alte cime del crinale principale dell'Appennino tosco-emiliano, compresa tra il Passo della Calanca e l'antico ed importante Passo della Croce Arcana, denominato fino dal medioevo Passo dell'Alpe alla Croce. Lo Spigolino segna il confine naturale tra la provincia di Pistoia e la provincia di Modena.

## Storia
Il monte Spigolino si trova per la prima volta così denominato nell'antica carta geografica disegnata nel 1746 dall'abate Domenico Vandelli ed interessa i Comuni di Abetone Cutigliano e di Fanano. La sua denominazione riflette la sua conformazione: infatti è una montagna piuttosto slanciata, con una vaga forma piramidale a due facce.

## Descrizione
Il profilo della montagna è un elemento caratteristico del paesaggio dell'Appennino tosco-emiliano e domina, sul versante toscano, tutta l'Alta Valle della Lima e sul versante modenese, tutta la Valle della Dardagna e tutto il comprensorio sciistico del Corno alle Scale, di 1945 metri s.l.m. Infatti, vicinissime alla base del Monte Spigolino passano le piste di sci della suddetta stazione sciistica.
Lo Spigolino si trova all'interno del Parco regionale del Corno alle Scale. Alle falde del Monte Spigolino nasce il Torrente Dardagna che precipita con salti spettacolari, uno dei quali di 34 metri di dislivello. Le cascate del Dardagna possono essere raggiunte facilmente seguendo un sentiero assai suggestivo che parte dalla Madonna dell'Acero a 1190 metri s.l.m., sopra il paese di Lizzano in Belvedere. Dopo un percorso di circa 35 km, presso la località di Rocchetta si unisce al torrente Leo, che successivamente si immette nel fiume Panaro, tributario del fiume Po. Anche il Fosso Ospitale nasce dalle pendici del Monte Spigolino, quasi al confine con la provincia di Bologna e drena lo spartiacque fino al Passo della Croce Arcana a 1732 m s.l.m.
Dalla parte del versante Ovest nasce dallo Spigolino il Rio d'Andia che poi si immette nel Fiume Lima, tributario del Serchio che sfocia nel Mare Tirreno vicino alla foce dell'Arno.
Mentre dal versante toscano lo Spigolino sembra una montagna relativamente anonima, poiché si distacca poco dal crinale, sul versante emiliano il suo profilo aguzzo ed il forte dislivello delle sue pendici, che hanno la base in fondo alla Valle della Dardagna, lo fanno apparire una montagna magnifica. Sempre sul versante emiliano, non è raro che dopo grosse nevicate si stacchi una valanga piuttosto grossa. Comunque è ben lontana dalle piste di sci della Dardagna

## Accesso alla vetta
Lo Spigolino, nonostante la pendenza piuttosto elevata, può essere raggiunto: sul versante toscano, dal rifugio della Doganaccia a 1547 m s.l.m. che a sua volta può essere raggiunto in automobile o in funivia da Cutigliano; sul versante modenese, può essere raggiunto dalla Capanna Tassone e dal Passo del Lupo, sopra Fanano; infine può essere raggiunto dal Rifugio Duca degli Abruzzi al Lago Scaffaiolo, a 1790 m s.l.m.